# Calymperes berterii
Calymperes berterii là một loài rêu trong họ Calymperaceae. Loài này được Spreng. mô tả khoa học đầu tiên năm 1822.